# Imma viola
Imma viola is een vlinder uit de familie van de Immidae. De wetenschappelijke naam van de soort is voor het eerst geldig gepubliceerd in 1886 door Arnold Pagenstecher.